# کلاته یاوری
کلاته یاوری، روستایی از توابع بخش مرکزی شهرستان بجنورد در استان خراسان شمالی ایران است.این روستا در ۱کیلومتری شهر بجنورد قرارگرفته است و دارای طبیعتی سرسبز و دلنشین است.مردم این روستا تُرک زبان هستند و تبارشان از روستای درصوفیان بجنورد میباشد.

## جمعیت
این روستا در دهستان آلاداغ قرار دارد و براساس سرشماری مرکز آمار ایران در سال ۱۳۸۵، جمعیت آن۱۰۰۲ نفر (۳۰۰خانوار) بوده‌است.